# Synagoga w Lubieniu Kujawskim
Synagoga w Lubieniu Kujawskim – nieistniejąca synagoga w mieście Lubień Kujawski, w województwie kujawsko-pomorskim. Mieściła się przy ulicy Bóżniczej.
Wybudowano ją w II połowie XIX wieku. Był to drewniany budynek kryty blachą. 16 września 1939 bóżnica została zniszczona przez hitlerowców. Po wojnie synagogi nie odbudowano.